# Neomuscina zosteris
Neomuscina zosteris är en tvåvingeart som först beskrevs av Shannon och Ponte 1926.  Neomuscina zosteris ingår i släktet Neomuscina och familjen husflugor. Inga underarter finns listade i Catalogue of Life.